# Colonização escocesa da América
A colonização escocesa das Américas compreendeu uma série de assentamentos escoceses falidos ou abandonados na América do Norte; uma colônia em Darien, no istmo do Panamá ; e uma série de assentamentos total ou em grande parte escoceses feitos após os Atos da União de 1707, e aqueles feitos pelo reassentamento forçado após a Batalha de Culloden e as Autorizações das Terras Altas.

## Nova Escócia
O primeiro assentamento escocês documentado nas Américas foi na Nova Escócia em 1629. Em 29 de setembro de 1621, o foral para a fundação de uma colônia foi concedido por James VI da Escócia a Sir William Alexander; Entre 1622 e 1628, Sir William lançou quatro tentativas de enviar colonos para a Nova Escócia; todos falharam por vários motivos. A ocupação bem-sucedida da Nova Escócia foi finalmente alcançada em 1629. O estatuto da colônia, por lei, tornava a Nova Escócia (definida como todas as terras entre a Terra Nova e a Nova Inglaterra ; ou seja, os Marítimos ) uma parte da Escócia continental; isso foi usado mais tarde para contornar os atos de navegação ingleses.
Devido às dificuldades em obter um número suficiente de emigrantes qualificados, em 1624, Jaime VI criou uma nova ordem dos Baronetes; a admissão a esta ordem foi obtida enviando seis trabalhadores ou artesãos, suficientemente armados, vestidos e abastecidos por dois anos, para a Nova Escócia, ou pagando 3.000 merks a William Alexander. Por seis meses, ninguém aceitou essa oferta até que James obrigou alguém a dar o primeiro passo. Em 1627, houve uma aceitação mais ampla dos baronetcies e, portanto, mais colonos disponíveis para ir para a Nova Escócia.
Durante a Guerra Anglo-Francesa, sob Carlos I, em 1629 os Kirkes tomaram Quebec City, Sir James Stewart de Killeith, Lord Ochiltree plantou uma colônia na Ilha Cabo Bretão, Nova Escócia em Baleine, e o filho de Alexandre, William Alexander, 1º Conde de Stirling estabeleceu a primeira encarnação da "Nova Escócia" em Port Royal, Nova Escócia. Este conjunto de triunfos britânicos que deixou o Cabo Sable como a única grande propriedade francesa na Nova Escócia continental não estava destinado a durar. A pressa de Carlos I em fazer a paz com a França nas condições mais benéficas para ele significava que os novos ganhos norte-americanos seriam negociados no Tratado de Suza e no Tratado de Saint-Germain-en-Laye; Os escoceses foram forçados a abandonar sua colônia na Nova Escócia em sua infância. Os franceses sob o comando de Isaac de Razilly reocuparam a Nova Escócia (Acádia) em 1632, estabelecendo sua nova capital em LaHave; Após a morte de Razilly, seu lugar-tenente Charles de Menou d'Aulnay mudou a capital para o antigo assentamento escocês de Charles Fort e rebatizou-o de Port Royal; (Este não é o mesmo Port Royal estabelecido pelos franceses em 1605.)
Durante este tempo, quando a Nova Escócia se tornou brevemente uma colônia escocesa, houve três batalhas entre os escoceses e os franceses: uma em Saint John ; outro na Ilha do Cabo Sable ; e a outra em Baleine, Nova Escócia.

## Cabo Bretão (1625)
Em 1625, uma carta foi concedida por James VI para um assentamento em Cabo Bretão, New Galloway. No entanto, esta terra nunca foi colonizada provavelmente devido aos problemas com o assentamento da Nova Escócia.

## Nova Jersey oriental (1683)
Em 23 de novembro de 1683, Carlos II concedeu o foral da colônia de Nova Jersey a 24 proprietários, 12 dos quais eram escoceses. A colônia seria dividida entre um assentamento inglês na Nova Jersey Ocidental  e um assentamento escocês em Jersey oriental; A força motriz entre os escoceses foi Robert Barclay de Urie, um quaker proeminente e o primeiro governador da Jersey Oriental.
Embora os Quakers fossem uma força importante, constituindo todos os proprietários de Jersey Oriental, o assentamento foi comercializado como um esforço nacional, em vez de religioso, parcialmente devido à perseguição aos Quakers nas décadas de 1660 e 1670.
Os escoceses começaram a chegar em Jersey Oriental em 1683, em Perth Amboy, e se espalharam para o sul até o condado de Monmouth; A cidade se tornou a capital da província em 1686. Durante a década de 1680, cerca de 700 escoceses emigraram para Jersey Oriental, principalmente de Aberdeen e Montrose, e cerca de 50% deles viajaram como servos contratados; A partir de 1685, houve mais emigração, embora não procurada pelos emigrantes, com a deportação dos Covenanters capturados. Eles deveriam ter sido originalmente colocados em servidão indentada na chegada; no entanto, eles foram declarados pelos tribunais como homens livres, uma vez que não haviam se recuado voluntariamente. Na década de 1690, o ritmo da imigração escocesa desacelerou, devido à oposição de Guilherme III da Inglaterra e II da Escócia aos proprietários que apoiavam Jaime II da Inglaterra e VII da Escócia ; não voltou a subir até a década de 1720. Os primeiros imigrantes em Jersey Oriental foram Quakers, Episcopalians e Presbyterians ; na década de 1730, o presbiterianismo havia se tornado a religião dominante.
Até 1697, todos os governadores de Jersey Oriental eram escoceses, e os escoceses mantiveram grande influência na política e nos negócios mesmo depois de 1702, quando Jersey Oriental e Jersey Ocidental foram fundidos para se tornarem uma colônia real.

## Stuarts Town, Carolina (1684)
Embora a província da Carolina fosse uma colônia inglesa no início dos anos 1680, Sir John Cochrane de Ochiltree e Sir George Campbell de Cessnock negociaram a compra de dois condados para colonização escocesa. Estas foram destinadas, com o apoio do Conde de Shaftesbury, o líder dos Carolina Proprietors, para fornecer um refúgio para Covenanters, uma vez que esses escoceses negociaram uma garantia de liberdade de consciência e controle autônomo de sua colônia, :31–32que se estendeu de Charleston para o território espanhol.
Em 1684, 148 colonos escoceses chegaram de Gourock para construir um assentamento em Port Royal, o local de antigos assentamentos franceses e espanhóis. Esta foi rebatizada pelos escoceses como Stuarts Town.
Uma vez resolvido, houve conflito frequente, tanto com os índios aliados espanhóis quanto com os ingleses em Charles Town, este último por causa das tentativas inglesas de reivindicar autoridade sobre os escoceses e direitos sobre o lucrativo comércio indígena. Os escoceses também realizaram ataques frequentes contra índios aliados espanhóis e invadiram a missão espanhola em Santa Catalina de Guale, além de encorajar (e armar) seus parceiros comerciais Yamasee para atacar os espanhóis diretamente. Em agosto de 1686, os espanhóis retaliaram e enviaram três navios com 150 soldados espanhóis e aliados indígenas para atacar a cidade de Stuarts. :47Devido a uma doença recente, os escoceses tinham apenas 25 combatentes eficazes, capazes de montar uma defesa e a cidade foi exterminada. Não houve retaliação por parte dos ingleses, que foram advertidos pelos proprietários para não interferirem.

## Esquema de Darien (1695)

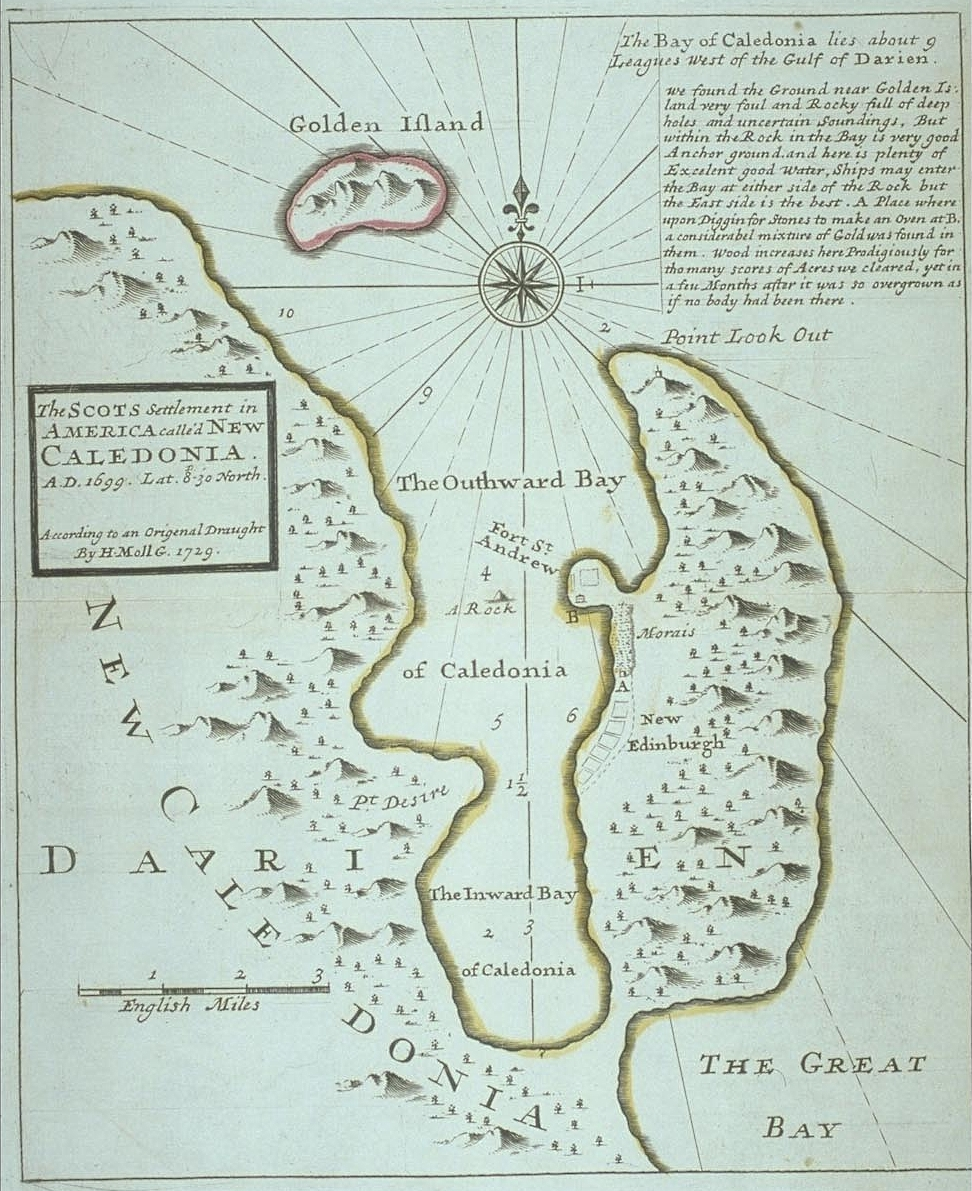
Mapa do assentamento escocês no istmo do Panamá em 1699

O esquema de Darien é provavelmente o mais conhecido de todos os empreendimentos coloniais da Escócia, e o mais desastroso. Em 1695, uma lei foi aprovada no Parlamento da Escócia, estabelecendo a Companhia da escócia e recebeu o consentimento real do representante escocês do rei William II da Escócia (e III da Inglaterra). Este ato deu à empresa um monopólio de 31 anos no comércio com a África e a Ásia, autorizando-a a armar e equipar navios e estabelecer colônias em áreas desabitadas ou não reclamadas da América, Ásia ou África. Esses poderes eram semelhantes aos da Companhia Inglesa das Índias Orientais, que se opunha ao estabelecimento de um rival escocês.
O capital da empresa de £ 400.000 (estimado em um quarto a um terço da riqueza líquida da Escócia) foi levantado apenas na Escócia, devido à intriga de mercadores ingleses e do governo inglês que impediu a venda de ações em Amesterdão e Hamburgo. Essa oposição também impediu a venda de ações na Inglaterra, como era a intenção original.
Em 1696, 2.500 colonos escoceses, em duas expedições, partiram para fundar uma colônia comercial escocesa em Darién, no istmo do Panamá; Esses colonos eram formados por ex-soldados, ministros da religião, mercadores, marinheiros e os filhos mais novos da pequena nobreza, para receber 50 a 150 acres (0.61 km2) cada. O governo da colônia era dirigido por uma comissão, cujo presidente mudava a cada duas semanas.
Os problemas enfrentados pelos colonos incluíam a falta de mantimentos devido à fome na Escócia, a falta de experiência colonizadora dos escoceses, doenças como a malária, mau tempo e a proximidade dos espanhóis, que reivindicaram as terras em que os escoceses se estabeleceram. Além disso, para uma colônia comercial estabelecida para comercializar com navios de passagem nos oceanos Pacífico e Atlântico, eles transportavam uma escolha pobre de produtos comerciais, incluindo perucas, sapatos, bíblias, roupas de lã e cachimbos de argila.
A colônia não recebeu assistência da coroa ou das colônias inglesas nas Índias Ocidentais ou na Jamaica, apesar de ter sido prometida, no ato de 1695, a assistência de Guilherme II. Assim, os escoceses enfrentaram ataques dos espanhóis por conta própria. Em 1699, eles lidaram com isso recrutando um capitão jamaicano para atacar os navios espanhóis como corsário, mas isso pouco resultou. Logo depois disso, os espanhóis montaram uma expedição de 500 homens para exterminar os escoceses. Isso foi eficaz, pois a maioria dos colonos já havia sucumbido à doença ou à fome.
A empresa também assumiu o controle da Ilha do Caranguejo em 1698 (atual Vieques, Porto Rico ), mas a soberania teve vida curta.

## Darien, Geórgia (1735)
Darien, Geórgia, foi um assentamento criado pelo inglês James Oglethorpe e seu ajudante, o capitão George Dunbar, que trouxe 177 colonos escoceses para a província da Geórgia; Foi nomeado após o assentamento fracassado anterior no istmo do Panamá, embora tenha sido, por um tempo, também conhecido como "New Inverness".